# 王欣 (1954年)
王欣（1954年—），男，吉林人，中华人民共和国企业家，长春鸿达高新技术集团董事长，曾任中国民主建国会吉林省委员会副主任委员，第十一、十二届全国政协委员。